# Alina Wieliczko
Alina Wieliczko – polska weterynarz, dr hab. nauk weterynaryjnych, profesor i kierownik Katedry Epizootiologii z Kliniką Ptaków i Zwierząt Egzotycznych Wydziału Medycyny Weterynaryjnej Uniwersytetu Przyrodniczego we Wrocławiu.

## Życiorys
W 1977 ukończyła studia weterynaryjne w Akademii Rolniczej we Wrocławiu, w 1985 obroniła pracę doktorską Eksperymentalne uodpornianie kur przeciwko kolibakteriozie, 25 listopada 1996 habilitowała się na podstawie rozprawy zatytułowanej Rola drobnoustrojów z rodzaju Campylobacter w patologii ptaków. 18 października 2002 nadano jej tytuł profesora w zakresie nauk weterynaryjnych. Została zatrudniona na stanowisku profesora i kierownika w Katedrze Epizootiologii z Kliniką Ptaków i Zwierząt Egzotycznych na Wydziale Medycyny Weterynaryjnej Uniwersytetu Przyrodniczego we Wrocławiu.
Jest członkiem zarządu Polskiego Towarzystwa Nauk Weterynaryjnych, zastępcą przewodniczącego Komitetu Nauk Weterynaryjnych i Biologii Rozrodu na II Wydziale Nauk Biologicznych i Rolniczych Polskiej Akademii Nauk.
Była prorektorem Uniwersytetu Przyrodniczego we Wrocławiu.